# 甄砚
甄砚（1954年1月—），汉族，北京人，中华人民共和国政治人物，中华全国妇女联合会原党组成员、副主席、书记处书记，中国共产党党员。第十一届全国政协委员。
2008年，当选第十一届全国政协委员，代表中华全国妇女联合会，分入第十九组。